# رينجرز دي تالكا
نادي رينجرز دي تالكا هو نادي كرة قدم تشيلي يقع في مدينة تالكا. أُسس النادي في 2 نوفمبر 1902 ويلعب في الدوري التشيلي الدرجة الأولى. تُلعب مبارياتهم على أرضهم في ملعب ملعب فيسكال دي تالكا الذي يتسع لـ 16000 مقعدًا.